# Mero cristianismo
Mero cristianismo (en inglés: Mere Christianity, traducido también como Cristianismo... ¡Y nada más!) es un libro de C. S. Lewis, adaptado de una serie de charlas realizadas en 1943 y transmitidas por la BBC mientras Lewis se encontraba en Oxford durante la Segunda Guerra Mundial. Es considerado como un clásico sobre apologética cristiana. 
Las transcripciones de las emisiones, con pequeños añadidos realizados por Lewis, aparecieron originalmente en tres publicaciones separadas tituladas Argumento a favor del cristianismo (publicado en 1942), Comportamiento cristiano (1943) y Más allá de la personalidad (1944).